# Audi S3
Audi S3 je sportska verzija Audija A3 koja se već proizvodi od 1999. godine.

## Audi S3 8L
Audi S3 8L je bio prvi Audi S3 i proizvodio se od 1999. – 2003. godine.

### Motori
| Model                     | Obujam cm³                | Broj ventila              | Max. snaga kW (ks) pri min-1 | Max. broj okretaja Nm pri min-1 | 0-100 km/h                | Vmax                      | Proizvodnja               |
| Redni motori s 4 cilindra | Redni motori s 4 cilindra | Redni motori s 4 cilindra | Redni motori s 4 cilindra    | Redni motori s 4 cilindra       | Redni motori s 4 cilindra | Redni motori s 4 cilindra | Redni motori s 4 cilindra |
| ------------------------- | ------------------------- | ------------------------- | ---------------------------- | ------------------------------- | ------------------------- | ------------------------- | ------------------------- |
| 1.8 T                     | 1781                      | 154 (209) / 5800          | 20                           | 270 Nm / 2100 − 5000            | 6,8 s                     | 238 km/h                  | 1999. – 2001.             |
| 1.8 T                     | 1781                      | 165 (224) / 5900          | 20                           | 280 Nm / 2200 − 5500            | 6,6 s                     | 243 km/                   | 2001. – 2003.             |

## Audi S3 8P
S3 8P se proizvodi od 2006. godine.

### Motori
| Model                     | Obujam cm³                | Broj ventila              | Max. snaga kW (ks) pri min-1 | Max. broj okretaja Nm pri min-1 | 0-100 km/h                | Vmax                      | Proizvodnja               |
| Redni motori s 4 cilindra | Redni motori s 4 cilindra | Redni motori s 4 cilindra | Redni motori s 4 cilindra    | Redni motori s 4 cilindra       | Redni motori s 4 cilindra | Redni motori s 4 cilindra | Redni motori s 4 cilindra |
| ------------------------- | ------------------------- | ------------------------- | ---------------------------- | ------------------------------- | ------------------------- | ------------------------- | ------------------------- |
| 2.0 TFSI                  | 1984                      | 195 (265) / 6000          | 16                           | 350 Nm / 2500 − 5000            | 5,7 s                     | 250 km/h                  | od 2006.                  |

## Vanjske poveznice
- Audi Hrvatska  Arhivirana inačica izvorne stranice od 5. veljače 2008. (Wayback Machine)